# Vršovci

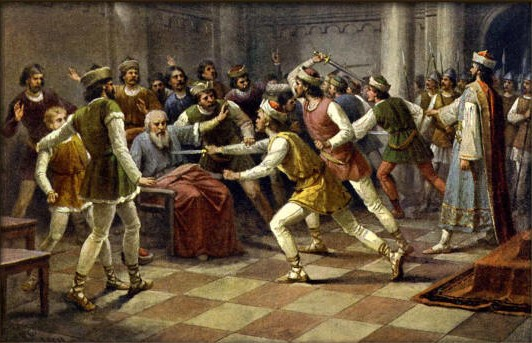
Obraz Záhuba Vršovců od Josefa Mathausera

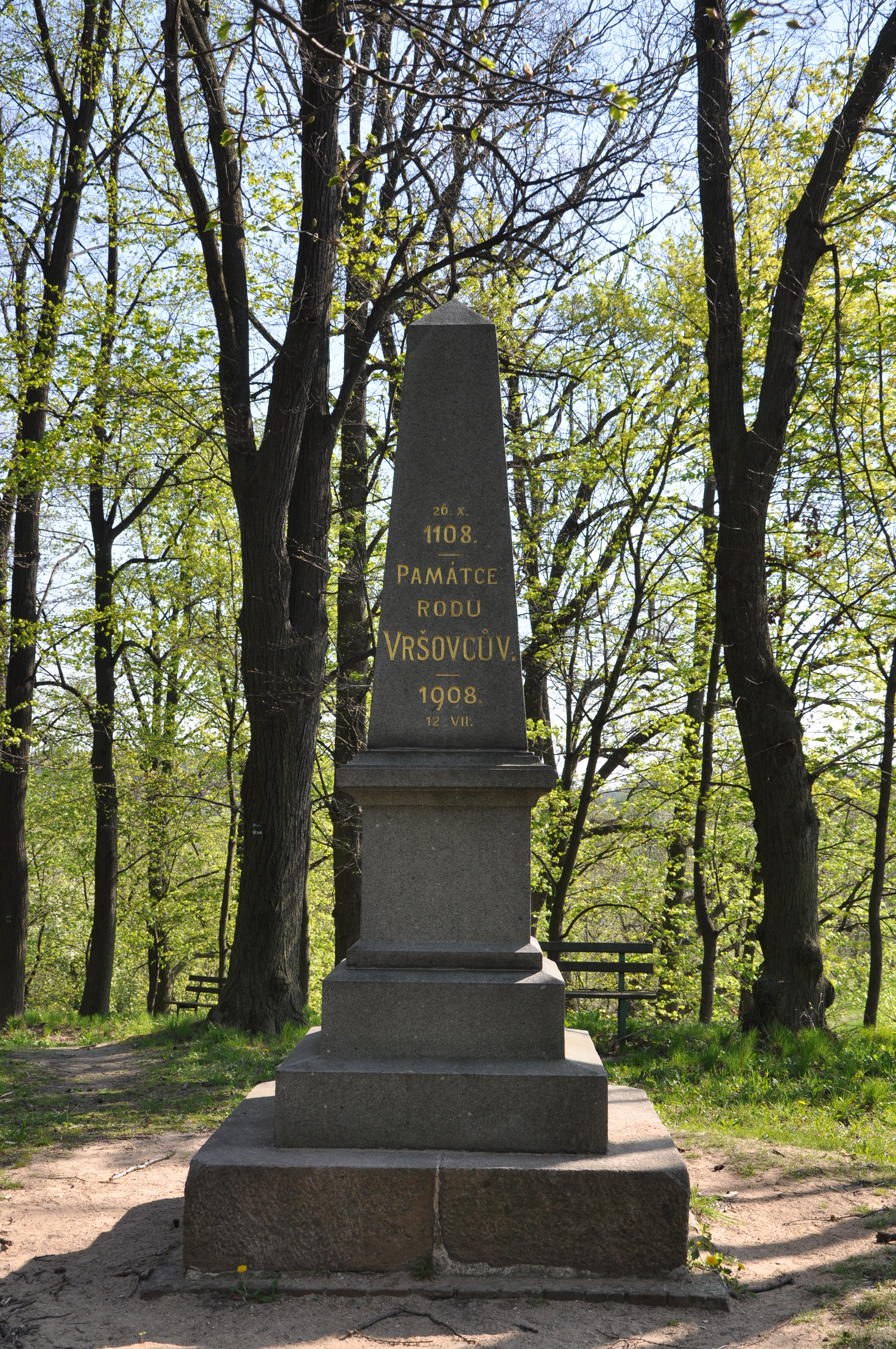
Památník vyvraždění rodu Vršovců ve Vraclavi

Vršovci (někdy také Wrissowici, či v německém přepise Werschowetz) byli český raně středověký velmožský rod, který v 11. a na počátku 12. století významně ovlivňoval dějiny přemyslovského státu. Vršovci bývají vedle Municů a Těpticů uváděni jako příklad tzv. rané šlechty. Přemyslovci se Vršovce pokusili třikrát vyvraždit (poprvé v roce 1003, znovu asi 1014, naposled a opět ne důsledně v roce 1108 na vraclavském hradišti nedaleko Vysokého Mýta).

## Vývoj rodu

### Původ a vzestup rodu
O původu rodu existují diskuze. Tradičně historici zastávají názor, že se jedná o starou pozemkovou šlechtu, vyskytují se i názory, že Vršovci byli úřednickou šlechtou. Vršovci měli za pomoc při útoku na Slavníkovce získat právě libické hradiště.
Už koncem 10. století Vršovci v rámci Čech s Přemyslovci soupeřili a mezi rody několikrát došlo k násilným činům. Přemyslovci se pokusili o vyvraždění Vršovců třikrát, poprvé už v roce 1003 (Boleslav III.), pak v roce 1014 (Oldřich) a potřetí v roce 1108 (Svatopluk). Vršovcům byla naopak přičítána smrt knížete Jaromíra (1035), Břetislava II. (1100) a potom také strůjce jejich třetího vraždění Svatopluka (1109).
Rod Vršovců získal silné pozice ve druhé polovině 11. století, kdy se jeho přední člen Mutina stal pobočníkem a tajemníkem knížete Břetislava II. V roce 1108 pak dokonce zastupoval Svatopluka v době jeho výjezdu do Uher. V této době byl i kastelánem v litoměřické kastelánii. Další člen rodu Božej byl kastelánem v Žatci.

### Vyvraždění Vršovců
Snad na 3000 členů rodu Vršovců bylo povražděno roku 1108 na příkaz knížete Svatopluka poté, co byl po Svatoplukově návratu z Uher Mutina označen za zrádce. Český kronikář Kosmas ve své kronice popisuje scénu, jež se odehrála 28. října roku 1108 na pražském tržišti a jíž byl očitým svědkem:
| „                 | Nemohl jsem se dověděti, kolik hlav z tohoto rodu bylo vydáno na smrt, protože nebyli zabiti ani jednoho dne, ani na jednom místě. Neboť jedni byli vedeni na tržiště a jako dobytek byli skoleni, jiní byli na hoře Petříně sťati, mnoho jich bylo povražděno v domech nebo na ulicích. Ale co mám říci o smrti synů Mutinových, jejichž smrt byla snad nad každou jinou smrt ukrutnější? Byli to hodní hošíci, v tváři sliční, na pohled líbezní, jakých by ani bystrý umělec v bílé slonovině, ani malíř na stěně nedovedl vypodobiti. Neboť jsme je viděli, jak byli žalostivě vlečeni na tržiště, a slyšeli, jak častokrát volali: Máti má, máti má! až je oba krvavý kat, jako prasátka je drže v podpaží, podřezal nožem. | “ |
| — Kosmova kronika | |   |

### Vršovci ve 12. století
Po vyvraždění v roce 1108 zůstala z rozsáhlého rodu naživu jen jedna známá rodina. Tito zbylí Vršovci dokázali do konce 12. století v podstatě získat zpět dřívější pozice. Nemoj II. se stal nejdříve kastelánem v Litoměřicích a kolem roku 1160 i královským komorníkem. Jeho bratr Jarohněv byl kastelánem v Žatci v dlouhém období mezi roky 1146/1147 až 1177.
Vedle českých Vršovců existovala ve 12. století i moravská větev Dětřichovců (Hrutovců), kteří drželi pevné pozice v rámci znojemsko-bítovské provincie.
V polské heraldice existují od 15. století teorie, že větev Vršovců přežila poslední vyvraždění, byli přijati v Polsku pod Boleslavem III. Křivoústým a dostali území v Mazovsku. Historik Jan Długosz (1415–1480) uvedl v Annales seu cronici incliti regni Poloniae, že někteří nositelé polských erbů Oksza (bílá sekera na červeném poli) a Rawicz (princezna v červeném sedící na medvědovi před žlutým polem) jsou jejich potomci. Jezuita Kasper Niesiecki (1682–1744) zmiňuje stejnou teorii, ale kloní se spíše k původu mezi pohanskými Poláky. Jako důvod k původu mezi Vršovci se uvádí jména rodů. Erb Oksza mají rody Werszowic, Werszowiec, Wierszowiec, a Rawicz mají Warsz, Warsza. Členové těchto rodů jsou považováni za účastníky bitvy u Grunwaldu. Nejvýznamnější člen rodů je básník, spisovatel a teolog Mikołaj Rej (1505–1569).